# Lordprotektor
Lordprotektor, på engelska Lord Protector vilket ungefär betyder skyddsherre, är en engelsk titel som använts av brittiska statschefer. Under 1400- och 1500-talet bars titeln främst av förmyndare till minderåriga regenter. Senare, i efterdyningarna av engelska inbördeskriget, användes den av Oliver Cromwell 1653–1658 och av hans son Richard 1658-1659. 